# 9438 Satie
A 9438 Satie (ideiglenes jelöléssel 1997 EE16) a Naprendszer kisbolygóövében található aszteroida. A Spacewatch program keretében fedezték fel 1997. március 5-én.